# 501년

## 연호
- 남제(南齊) 영원(永元) 3년 / 중흥(中興) 원년
- 북위(北魏) 경명(景明) 2년

## 기년
- 남제(南齊) 후폐제(後廢帝) 3년 / 화제(和帝) 원년
- 북위(北魏) 선무제(宣武帝) 2년
- 신라(新羅) 지증왕(智證王) 2년
- 고구려(高句麗) 문자명왕(文咨明王) 11년
- 백제(百濟) 동성왕(東城王) 23년 / 무령왕(武寧王) 원년

## 사건
- 백제,  동성왕이 백가의 반란으로 세상을 떠나자 이복 형인 융이 무령왕으로 왕의 자리에 오르자마자 반란을 진압시킴. 백가와 일당들은 참살당함.

## 사망
- 백제(百濟) 24대 왕 동성왕(東城王)